# U23-europamästerskapen i friidrott 2021
U23-europamästerskapen i friidrott 2021 var den 13:e upplagan av Europamästerskapet i friidrott för idrottare under 23 år. Tävlingen arrangerades på Kadriorg Stadium i Tallinn mellan 8 och 11 juli 2021.
Mästerskapet skulle ursprungligen arrangerats på Fana stadion i Bergen i Norge mellan 8 och 11 juli 2021. I maj 2021 blev det klart att U23-EM inte skulle arrangeras i Norge på grund av landets stränga inreseregler kopplat till covid-19-pandemin. Europeiska friidrottsförbundet valde därefter Tallinn i Estland som ny arrangör av mästerskapet med samma datum som tidigare var tänkt. Veckan innan hölls även junior-VM på samma arena i estländska Tallinn.
Italien toppade medaljtabellen med sex guld och totalt 13 medaljer vid U23-EM.

## Medaljörer

### Herrar

#### Gång- och löpgrenar
| Gren                  | Guld                                                                     | Guld          | Silver                                                                                     | Silver       | Brons                                                                           | Brons         |
| 100 meter             | Jeremiah Azu Storbritannien                                              | 10,25         | Henrik Larsson Sverige                                                                     | 10,36        | Arnau Monné Spanien                                                             | 10,41         |
| 200 meter             | William Reais Schweiz                                                    | 20,47         | Jesús Gómez Spanien                                                                        | 20,60 0PB0   | Pol Retamal Spanien                                                             | 20,76         |
| 400 meter             | Ricky Petrucciani Schweiz                                                | 45,02 0MR0    | Jonathan Sacoor Belgien                                                                    | 45,17 0SB0   | Edoardo Scotti Italien                                                          | 45,68 0SB0    |
| 800 meter             | Simone Barontini Italien                                                 | 1.46,20       | Eliott Crestan Belgien                                                                     | 1.46,32      | Thomas Randolph Storbritannien                                                  | 1.46,41 0PB0  |
| 1 500 meter           | Ruben Verheyden Belgien                                                  | 3.40,03       | Mario García Spanien                                                                       | 3.40,11      | Isaac Nader Portugal                                                            | 3.40,58       |
| 5 000 meter           | Mohamed Mohumed Tyskland                                                 | 13.38,69      | Aarón Las Heras Spanien                                                                    | 13.43,14     | Baldvin Magnússon Island                                                        | 13.45,00 0NR0 |
| 10 000 meter          | Eduardo Menacho Spanien                                                  | 29.14,92 0PB0 | Florian Le Pallec Frankrike                                                                | 29.23,82     | Valentin Gondouin Frankrike                                                     | 29.24,40      |
| 110 meter häck        | Asier Martínez Spanien                                                   | 13,34         | Michael Obasuyi Belgien                                                                    | 13,40        | Enrique Llopis Spanien                                                          | 13,44         |
| 400 meter häck        | Alessandro Sibilio Italien                                               | 48,42         | Emil Agyekum Tyskland                                                                      | 48,96 0PB0   | Ramsey Angela Nederländerna                                                     | 49,07 0PB0    |
| 3 000 meter hinder    | István Palkovits Ungern                                                  | 8.34,05       | Etson Barros Portugal                                                                      | 8.38,00 0PB0 | Nahuel Carabaña Andorra                                                         | 8.39,17       |
| 4 × 100 meter stafett | Yannick Wolf Luis Brandner Milo Skupin-Alfa Joshua Hartmann Tyskland     | 38,70         | Arnau Monné Pol Retamal Jesús Gómez Sergio López Spanien                                   | 39,00        | Erik Kostrytsya Andriy Vasyliev Kyrylo Prykhodko Vasyl Makukh Ukraina           | 39,45         |
| 4 × 400 meter stafett | El-Mir Reale Téo Andant David Sombé Ludovic Ouceni Eddy Leech* Frankrike | 3.05,01       | Alessandro Moscardi Edoardo Scotti Riccardo Meli Alessandro Sibilio Leonardo Puca* Italien | 3.06,07      | Johannes Nortmeyer Kevin Joite Ben Zapka Emil Agyekum Arne Leppelsack* Tyskland | 3.06,42       |
| 20 km gång            | José Manuel Pérez Spanien                                                | 1:25.06       | David Kenny Irland                                                                         | 1:25.50      | Andrea Cosi Italien                                                             | 1:26.05       |

* Medaljör som endast deltog i försöksheatet.

#### Teknikgrenar
| Gren           | Guld                      | Guld       | Silver                                      | Silver         | Brons                                      | Brons           |
| Höjdhopp       | Jan Štefela Tjeckien      | 2,20 0PB0  | Nathan Ismar Frankrike Manuel Lando Italien | 2,17 2,17 0PB0 | ingen tilldelad                            | ingen tilldelad |
| Stavhopp       | Ethan Cormont Frankrike   | 5,80 0=PB0 | Emmanouil Karalis Grekland                  | 5,65           | Sondre Guttormsen Norge Ersu Şaşma Turkiet | 5,60            |
| Längdhopp      | Simon Ehammer Schweiz     | 8,10 0SB0  | Henrik Flåtnes Norge                        | 7,95           | Boris Linkov Bulgarien                     | 7,84            |
| Tresteg        | Andrea Dallavalle Italien | 17,05      | Enzo Hodebar Frankrike                      | 16,99 0PB0     | Anaël-Thomas Gogois Frankrike              | 16,65           |
| Kulstötning    | Dzmitry Karpuk Belarus    | 20.33      | Alperen Karahan Turkiet                     | 19.75          | Odysseas Mouzenidis Grekland               | 19.41           |
| Diskuskastning | Kristjan Čeh Slovenien    | 67,48 0MR0 | Yauheni Bahutski Belarus                    | 61,21          | Yasiel Sotero Spanien                      | 58,07           |
| Släggkastning  | Mychajlo Kochan Ukraina   | 77,88      | Christos Frantzeskakis Grekland             | 75,23          | Ragnar Carlsson Sverige                    | 73,85           |
| Spjutkastning  | Topias Laine Finland      | 81,67      | Leandro Ramos Portugal                      | 80,61          | Teura'itera'i Tupaia Frankrike             | 78,80           |

#### Mångkamp
| Gren    | Guld                      | Guld        | Silver                    | Silver      | Brons              | Brons       |
| Tiokamp | Andreas Bechmann Tyskland | 8 142 poäng | Sven Roosen Nederländerna | 8 056 poäng | Markus Rooth Norge | 7 967 poäng |

### Damer

#### Gång- och löpgrenar
| Gren                  | Guld                                                                    | Guld             | Silver                                                           | Silver        | Brons                                                                          | Brons         |
| 100 meter             | Lilly Kaden Tyskland                                                    | 11,36            | Rani Rosius Belgien                                              | 11,43         | Kristal Awuah Storbritannien                                                   | 11,44         |
| 200 meter             | Dalia Kaddari Italien                                                   | 22,64            | Sophia Junk Tyskland                                             | 22,87 0PB0    | Gémima Joseph Frankrike                                                        | 22,97         |
| 400 meter             | Lada Vondrová Tjeckien                                                  | 51,19 0PB0       | Barbora Malíková Tjeckien                                        | 51,23 0=PB0   | Silke Lemmens Schweiz                                                          | 52,09         |
| 800 meter             | Isabelle Boffey Storbritannien                                          | 2.01,80          | Eloisa Coiro Italien                                             | 2.02,07 0PB0  | Wilma Nielsen Sverige                                                          | 2.02,29 0PB0  |
| 1 500 meter           | Gaia Sabbatini Italien                                                  | 4.13,98          | Marta Zenoni Italien                                             | 4.14,50       | Erin Wallace Storbritannien                                                    | 4.14,85       |
| 5 000 meter           | Nadia Battocletti Italien                                               | 15.37,4          | Klara Lukan Slovenien                                            | 15.44,0       | Diane van Es Nederländerna                                                     | 15.48,4       |
| 10 000 meter          | Jasmijn Lau Nederländerna                                               | 32.30,49         | Anna Arnaudo Italien                                             | 32.40,43 0PB0 | Lisa Oed Tyskland                                                              | 33.35,99 0PB0 |
| 100 meter häck        | Pia Skrzyszowska Polen                                                  | 12,77 0PB0       | Cyréna Samba-Mayela Frankrike                                    | 12,80         | Klaudia Wojtunik Polen                                                         | 12,97 0PB0    |
| 400 meter häck        | Emma Zapletalová Slovakien                                              | 54,28 0MR0, 0NR0 | Sara Gallego Spanien                                             | 55,20 0NR0    | Yasmin Giger Schweiz                                                           | 55,25         |
| 3 000 meter hinder    | Flavie Renouard Frankrike                                               | 9.51,02          | Kinga Królik Polen                                               | 9.52,59       | Aude Clavier Frankrike                                                         | 9.58,58       |
| 4 × 100 meter stafett | Lilly Kaden Keshia Kwadwo Sophia Junk Talea Prepens Tyskland            | 43,05 0MR0       | Aitana Rodrigo Jaël Bestué Eva Santidrián Carmen Marco Spanien   | 43,74         | Marie-Ange Rimlinger Sacha Alessandrini Wided Atatou Mallory Leconte Frankrike | 44,15         |
| 4 × 400 meter stafett | Lada Vondrová Nikoleta Jíchová Barbora Veselá Barbora Malíková Tjeckien | 3.30,11          | Sokhna Lacoste Louise Maraval Camille Seri Shana Grebo Frankrike | 3.30,33       | Natalia Wosztyl Aleksandra Formella Karolina Łozowska Kinga Gacka Polen        | 3.30,38       |
| 20 km gång            | Meryem Bekmez Turkiet                                                   | 1:33.08          | Pauline Stey Frankrike                                           | 1:34.47 0PB0  | Antía Chamosa Spanien                                                          | 1:35.04 0PB0  |

#### Teknikgrenar
| Gren           | Guld                              | Guld       | Silver                        | Silver     | Brons                          | Brons      |
| Höjdhopp       | Jaroslava Mahutjich Ukraina       | 2,00 0MR0  | Maja Nilsson Sverige          | 1,89       | Lia Apostolovski Slovenien     | 1,89 0=SB0 |
| Stavhopp       | Amálie Švábíková Tjeckien         | 4,50 0SB0  | Molly Caudery Storbritannien  | 4,45 0=SB0 | Lisa Gunnarsson Sverige        | 4,40       |
| Längdhopp      | Petra Farkas Ungern               | 6,73       | Merle Homeier Tyskland        | 6,69 0PB0  | Lucy Hadaway Storbritannien    | 6,63 0PB0  |
| Tresteg        | Tuğba Danışmaz Turkiet            | 14,09 0NR0 | Spyridoula Karydi Grekland    | 13,95      | Rūta Kate Lasmane Lettland     | 13,75      |
| Kulstötning    | Jessica Schilder Nederländerna    | 18,11      | Lea Riedel Tyskland           | 17,86 0PB0 | Axelina Johansson Sverige      | 17,85      |
| Diskuskastning | Jorinde van Klinken Nederländerna | 63,02      | Helena Leveelahti Finland     | 57,09 0PB0 | Amanda Ngandu-Ntumba Frankrike | 56,24      |
| Släggkastning  | Samantha Borutta Tyskland         | 68,80      | Katrine Koch Jacobsen Danmark | 66,81      | Kiira Väänänen Finland         | 65,98 0PB0 |
| Spjutkastning  | Aliaksandra Konshyna Belarus      | 59,14 0PB0 | Münevver Hancı Turkiet        | 57,37      | Jöna Aigouy Frankrike          | 55,82      |

#### Mångkamp
| Gren    | Guld                 | Guld        | Silver                | Silver           | Brons                      | Brons       |
| Sjukamp | Adrianna Sułek Polen | 6 305 poäng | Claudia Conte Spanien | 6 186 poäng 0PB0 | Holly Mills Storbritannien | 6 095 poäng |

## Medaljtabell
*   Värdland ( Estland)
| Nr                   | Nation               | Guld | Silver | Brons | Totalt |
| -------------------- | -------------------- | ---- | ------ | ----- | ------ |
| 1                    | Italien (ITA)        | 6    | 5      | 2     | 13     |
| 2                    | Tyskland (GER)       | 6    | 4      | 2     | 12     |
| 3                    | Tjeckien (CZE)       | 4    | 1      | 0     | 5      |
| 4                    | Spanien (ESP)        | 3    | 7      | 5     | 15     |
| 5                    | Frankrike (FRA)      | 3    | 6      | 8     | 17     |
| 6                    | Nederländerna (NED)  | 3    | 1      | 2     | 6      |
| 7                    | Schweiz (SUI)        | 3    | 0      | 2     | 5      |
| 8                    | Turkiet (TUR)        | 2    | 2      | 1     | 5      |
| 9                    | Storbritannien (GBR) | 2    | 1      | 5     | 8      |
| 10                   | Polen (POL)          | 2    | 1      | 2     | 5      |
| 11                   | Belarus (BLR)        | 2    | 1      | 0     | 3      |
| 12                   | Ukraina (UKR)        | 2    | 0      | 1     | 3      |
| 13                   | Ungern (HUN)         | 2    | 0      | 0     | 2      |
| 14                   | Belgien (BEL)        | 1    | 4      | 0     | 5      |
| 15                   | Finland (FIN)        | 1    | 1      | 1     | 3      |
| 15                   | Slovenien (SLO)      | 1    | 1      | 1     | 3      |
| 17                   | Slovakien (SVK)      | 1    | 0      | 0     | 1      |
| 18                   | Grekland (GRE)       | 0    | 3      | 1     | 4      |
| 19                   | Sverige (SWE)        | 0    | 2      | 4     | 6      |
| 20                   | Portugal (POR)       | 0    | 2      | 1     | 3      |
| 21                   | Norge (NOR)          | 0    | 1      | 2     | 3      |
| 22                   | Danmark (DEN)        | 0    | 1      | 0     | 1      |
| 22                   | Irland (IRL)         | 0    | 1      | 0     | 1      |
| 24                   | Andorra (AND)        | 0    | 0      | 1     | 1      |
| 24                   | Bulgarien (BUL)      | 0    | 0      | 1     | 1      |
| 24                   | Island (ISL)         | 0    | 0      | 1     | 1      |
| 24                   | Lettland (LAT)       | 0    | 0      | 1     | 1      |
| Totalt (27 nationer) | Totalt (27 nationer) | 44   | 45     | 44    | 133    |